# Бронепалубни крайцери тип „Паурфул“
Паурфул (на английски: Powerful) са серия бронепалубни крайцери от 1-ви ранг, на Британския Кралски флот построени през 1890-те години на 19 век. Проектирани са под ръководството на Уилям Уайт, като отговор на руските броненосни крайцери „Рюрик“ и „Россия“. Екипажът на тези кораби е сравним по брой с този на броненосците, а стойността на всеки един от тях е почти двойна на кораб от предшестващия тип „Едгар“, които са с нормални размери.
Огромната стойност и неикономичност в експлоатацията принуждава британското Адмиралтейство да премине към строителство на доста по-малките бронепалубни крайцери от типа „Диадем“.

## Конструкция
Необикновен проект, останал в историята като най-големите бронепалубни крайцери, корабите от типа „Паурфул“ към момента на своето влизане в строй са най-големите крайцери, а по своята водоизместимост са на нивото на ескадренните броненосци от периода, а също така са и най-дългите военни кораби в света за периода.

## История на службата
| Име          | Корабостроителница              | Заложен | Спуснат на вода | Влязъл в строй  | Съдба                          |
| ------------ | ------------------------------- | ------- | --------------- | --------------- | ------------------------------ |
| HMS Powerful | Vickers, Бароу ин Фърнес        | 1894 г. | 24 юли 1895 г.  | 8 юни 1897 г.   | предаден за скрап през 1929 г. |
| HMS Terrible | John Brown & Company, Клайдбанк | 1894 г. | 27 май 1895 г.  | 24 март 1898 г. | предаден за скрап през 1932 г. |

Двата крайцера от типа „Паурфул“ са заложени в 1894 г. и са представени на изпитания през 1896 г., но проблемите с недостатъчно усвоената силова установка с водотръбни котли, за първи път поставени на голям гораб от британския флот, задържат приемането им на въоръжение до 1897 – 1898 г. Проблемите със силовата установка на корабите от серията така и не са отстранени до края на службата им, но въпреки това, зададените по проект 22 възела ход и далечина на плаване от 7000 морски мили са достигнати.
Ранните години на своята служба крайцерите тип „Паурфул“ минават в Далечния изток, а в 1899 г., в хода на англо-бурската война, оперативно доставят в Капската колония две бригади морска пехота. В периода 1902 – 1904 г. крайцерите са модернизирани с добавянето на четири 152 mm оръдия и преработване на котлите за работа с нефт. Вследствие на съмнителната им бойна ценност и отсътствие на ясна тактическа роля, голяма част от времето след модернизацията крайцерите от типа „Паурфул“ са в резерва. Към началото на Първата световна война „Паурфул“ и „Терибъл“ окончателно остаряват и в 1912 и 1915 г. са прекласифицирани на учебен кораб и плаваща казарма. В тези роли се използват до своето окончателно изваждане от флота и утилизиране в периода 1929 и 1932 г.

## Оценка на проекта
Независимо от използването на технически новости – електрозадвижване за насочване на оръдията на главния калибър и водотръбните котли на „Белвил“ – „Паурфул“ и „Терибъл“ са неуспешни кораби. Бронираната палуба със скосовете, казематите на средната артилерия и барбетите на оръдията от ГК са толкова несъвършена защита в боя, че тези огромни, слабоманеврени кораби често са наричани „големи плаващи мишени“.
|                                          | „Дюпюи дьо Лом“                                 | „Креси“                                             | „Громобой“                                                  | „Жана д’Арк“                                  | „Паурфул“                                               | „Фюрст Би́смарк“                                 | „Асама“                                           |
| ---------------------------------------- | ----------------------------------------------- | --------------------------------------------------- | ----------------------------------------------------------- | --------------------------------------------- | ------------------------------------------------------- | ----------------------------------------------- | ------------------------------------------------- |
| Година на залагане                       | 1890                                            | 1898                                                | 1898                                                        | 1899                                          | 1894                                                    | 1897                                            | 1896                                              |
| Година на влизане в строй                | 1895                                            | 1901                                                | 1900                                                        | 1902                                          | 1897                                                    | 1900                                            | 1899                                              |
| Водоизместимост нормална, т              | 6783                                            | 12 193                                              | 12 359                                                      | 11 270                                        | 14 424                                                  | 11 461                                          | 9855                                              |
| Пълна, т                                 | ?                                               |                                                     |                                                             |                                               |                                                         | 9875                                            | 10 687                                            |
| Мощност на ПМ, к.с.                      | 13 000                                          | 21 000                                              | 14 500                                                      | 33 000                                        | 25 000                                                  | 13 500                                          | 18 000                                            |
| Максимална скорост, въз.                 | 19,7                                            | 21                                                  | 19                                                          | 21,8                                          | 22                                                      | 18,5                                            | 21,5                                              |
| Далечина на плаване, мили (на ход, въз.) | 6500(10)                                        | 7200 (10)                                           | 8200 (10)                                                   | 13 500 (10)                                   | 7000 (14)                                               | 3230 (12)                                       | 4600 (11,5)                                       |
| Брониране, мм                            |                                                 |                                                     |                                                             |                                               |                                                         |                                                 |                                                   |
| Тип на бронята                           | С                                               | КС                                                  | СХ                                                          | СХ                                            | С                                                       | КС                                              | СХ                                                |
| Пояс                                     | 100                                             | 152                                                 | 152                                                         | 150                                           | -                                                       | 200                                             | 178                                               |
| Палуба (скосове)                         | 38(68)                                          | 38(38)                                              | 38 – 64 (карапасна)                                         | 64 (35)                                       | 51 – 152 (карапасна)                                    | 50                                              | 63(63)                                            |
| Кули                                     | 200                                             | 152                                                 | —                                                           | 160                                           | 152                                                     | 200                                             | 152                                               |
| Барбети                                  | -                                               | 152                                                 | —                                                           | 140                                           | 152                                                     | 200                                             | 152                                               |
| Рубка                                    | 130                                             | 305                                                 | 305                                                         | 150                                           | 305                                                     | 200                                             | 356                                               |
| Въоръжение                               | 2×194-мм/45 6×164-мм/45 4×65-мм 8×47-мм/43 2 ТА | 2×1×234-мм/46,7 12×1×152-мм/45 12×1×76,2-мм/40 2 ТА | 4×203-мм/45 16×1×152-мм/45 24×1×75-мм/50 16×1×47-мм/43 2 ТА | 2×194-мм/40 16×1×138-мм/45 16×1×47-мм/43 2 ТА | 2×234-мм/40 12×152-мм/40 16×76,2-мм/40 16×47-мм/43 2 ТА | 2×2×240-мм/40 12×1×150-мм/40 10×1×88-мм/30 6 ТА | 2×2×203-мм/45 14×1×152-мм/40 12×1×76,2-мм/40 5 ТА |

### Коментари към таблицата
1. ↑  За британските и американските кораби в източниците водоизместимостта се дава в дълги тона, за това тя е преизчислена в метрични тонове
2. ↑  За тази с дебелина пет дюйма и нагоре.